# Wet van Foster
De wet van Foster (ook wel de island rule) is een principe uit de evolutiebiologie, dat stelt dat individuen van een soort groter of kleiner worden afhankelijk van de hoeveelheid beschikbare grondstoffen en aanwezige predators in hun omgeving.
De wet vormt de kern van de eilandbiogeografie. Een goed voorbeeld zijn de dwergmammoeten, die op een klein eiland voor de kust van Californië leefden en uit gewone mammoeten ontstonden. Vergelijkbare evolutiepaden zijn gevonden bij olifanten, nijlpaarden, boa's, herten en mensen.
De wet van Foster werd voor het eerst geformuleerd door J. Bristol Foster in een artikel in Nature in 1964. Foster had 116 eilandsoorten bestudeerd en vergeleken met hun verwanten op het vasteland. Hij merkte dat sommige eilandsoorten groter zijn dan hun verwanten op het vasteland, terwijl andere juist kleiner zijn. Hij verklaarde dit door aan te nemen dat de groter geworden eilandsoorten groter werden door de afwezigheid van predators op een eiland, terwijl kleiner geworden soorten kleiner worden door de kleinere hoeveelheid voedsel op een eiland.
Het idee werd uitgebreid in The theory of island biogeography, een boek over eilandbiogeografie van Robert MacArthur en Edward O. Wilson. In 1978 publiceerde Ted J. Case een langere en nauwkeuriger versie van de theorie, waarin hij liet zien dat Fosters beredenering een te simpele voorstelling van de werkelijkheid was.